# Robert Ridgway
Robert Ridgway (Mount Carmel, 2 juli 1850 - Olney, 25 maart 1929) was een Amerikaanse ornitholoog en illustrator.

## Biografie
Ridgway was directeur van de afdeling ornithologie van het British Museum of Natural History in 1888. Hij was een uitstekende tekenaar en raakte geïnteresseerd in kleuren. Hij benoemde een verzameling van 1115 kleuren die nog steeds worden gebruikt door ornithologen, maar ook door andere professionals, zoals chemici.
Hij beschreef 50 vogelgenera, en 63 soorten.
In 1917 werd hij lid van het National Academy of Sciences. Hij werd onderscheiden met de Daniel Giraud Elliot Medal in 1919, en de Brewster Medal in 1921.

## Publicaties
Ridgway heeft meer dan 500 boeken, catalogi en artikelen geschreven. Hij illustreerde zelf zijn boeken, geholpen door zijn broer, John L. Ridgway.
- Report on Ornithology of the Fortieth Parallel, 1877.
- A History of North American Birds (2 volumes, met Thomas Mayo Brewer en Spencer Baird), 1884.
- A Nomenclature of Colors for Naturalists and Compendium of Useful Information for Ornithologists, 1886.
- A Manual of North American Birds, 1887.
- The ornithology of Illinois volume 1, 1889.
- The ornithology of Illinois volume 2, 1895.
- The humming birds, 1892.
- Color Standards and Color Nomenclature, 1912.

- Bibsys: 1050565
- Biblioteca Nacional de España: XX4985819
- Bibliothèque nationale de France: cb12277967p (data)
- Author citation (botany): Ridgway
- CiNii: DA10759012
- Stuttgart Database of Scientific Illustrators 1450–1950: 6982
- Gemeinsame Normdatei: 116531959
- International Standard Name Identifier: 0000 0001 1850 1637
- Library of Congress Control Number: n86835864
- Nationale Bibliotheek van Tsjechië: jcu2010585223
- Nationale bibliotheek van Australië: 35452339
- Nationale Bibliotheek van Israël: 987007335870405171
- Nederlandse Thesaurus van Auteursnamen: 118793284
- PIC: 267893
- Réseau des bibliothèques de Suisse occidentale: 02-A003745133
- Istituto Centrale per il Catalogo Unico: RMSV040074
- SNAC: w60008nn
- Système universitaire de documentation: 031595332
- Museum of New Zealand Te Papa Tongarewa: 22821
- Trove: 958028
- Virtual International Authority File: 20058990
- WorldCat: E39PBJkD3VcGMtXJrGcxvmJ4bd